# Nhà thờ chính tòa Ghazanchetsots
Nhà thờ chính tòa Ghazanchetsots (Tiếng Armenia: Ղազանչեցոց Եկեղեցի), còn gọi là Nhà thờ Chúa Cứu Thế (Ղազանչեցոց Սուրբ Ամենափրկիչ Մայր Տաճար) còn gọi là Nhà thờ chính tòa Shushi (Շուշիի Մայր Տաճար) là một nhà thờ Armenia tại Shusha (còn gọi là Shushi) tại vùng đang còn tranh chấp Nagorno-Karabakh, nay thuộc Giáo hội Tông truyền Armenia theo Chính Thống giáo Cổ Đông phương.

## Lịch sử
Nhà thờ Ghazanchetsots được xây dựng giữa năm 1868 và năm 1887 và có một mặt tiền bằng đá vôi trắng. Kiến trúc sư, Simon Ter-Hakobyan, muốn tạo dáng nhà thờ để trông giống như Nhà thờ chính tòa Echmiadzin. Tại lối vào phía tây là một tháp chuông ba tầng đứng riêng, được xây dựng trong năm 1858. Ở tầng hai của tháp chuông có những bức tượng lớn của các thiên thần thổi kèn ở mỗi góc, nhưng đã bị phá hủy trong chiến tranh Nagorno-Karabakh khi Shusha bị chiếm giữ bởi Người Azerbaijan.
Nhà thờ được sử dụng cho nhiều mục đích khác nhau kể từ khi được xây dựng. Sau cuộc thảm sát Shusha 1920 đã không còn được sử dụng như một nhà thờ. Trong thời kỳ Xô Viết, nhà thờ đã bị sử dụng để lưu trữ ngũ cốc, và sau đó là một nhà để xe. Trong cuộc chiến tranh Nagorno-Karabakh, lực lượng vũ trang Azerbaijan sử dụng nhà thờ để lưu trữ vũ khí và đạn dược. Trong tháng 5 năm 1992 lực lượng vũ trang Armenia đã chiếm giữ Shusha. Nhà thờ được sửa chữa và cải tạo. những bức tượng thiên thần mới đã được thực hiện để thay thế bản gốc bị phá hủy; một hình ảnh trong đó là một phần của Phù hiệu áo giáp của Shusha. Năm 1998, nhà thờ được thánh hiến lần nữa, phục hồi chức năng tôn giáo và bây giờ là nhà thờ chính và trụ sở của Giáo phận Artsakh Giáo hội Tông truyền Armenia.

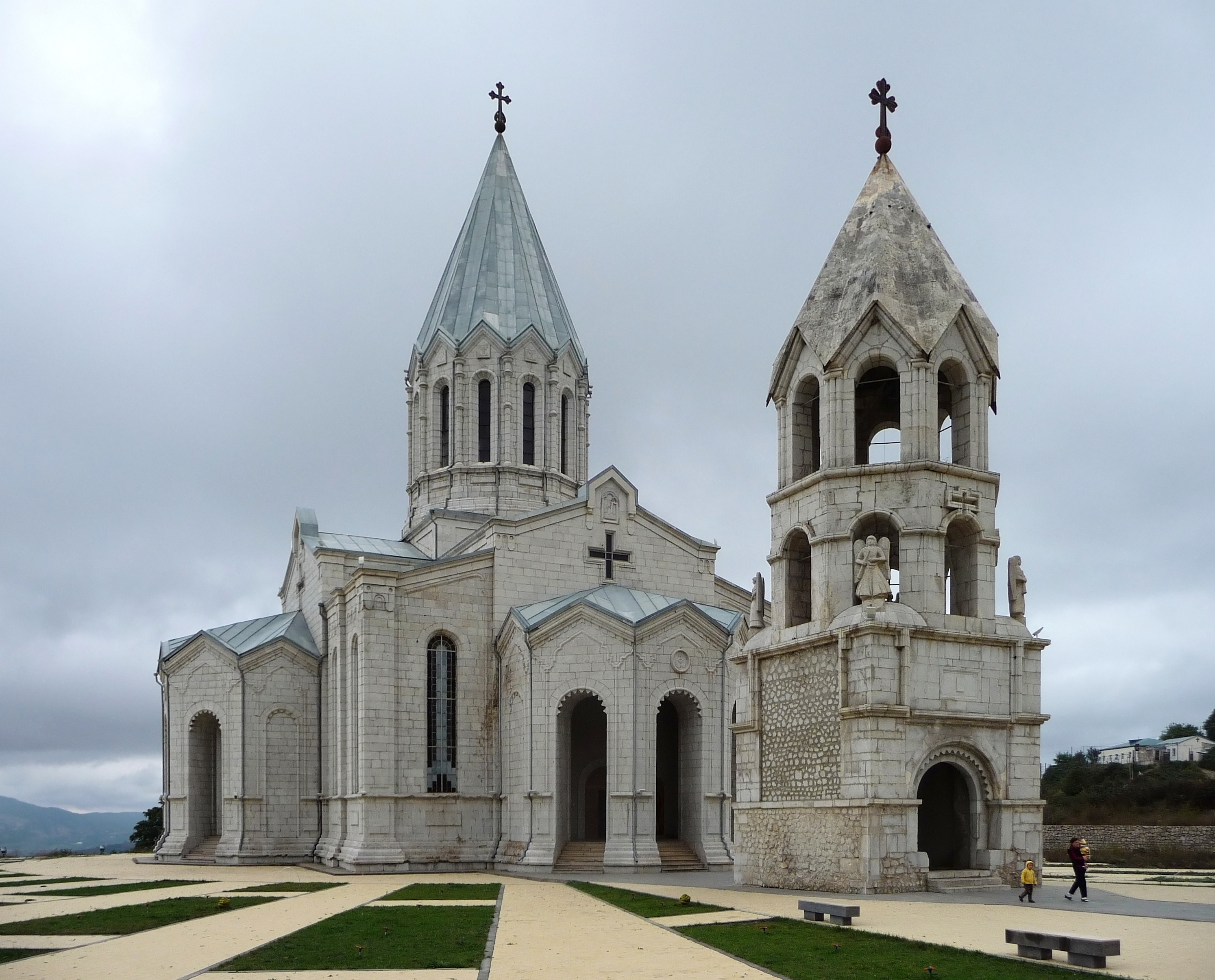
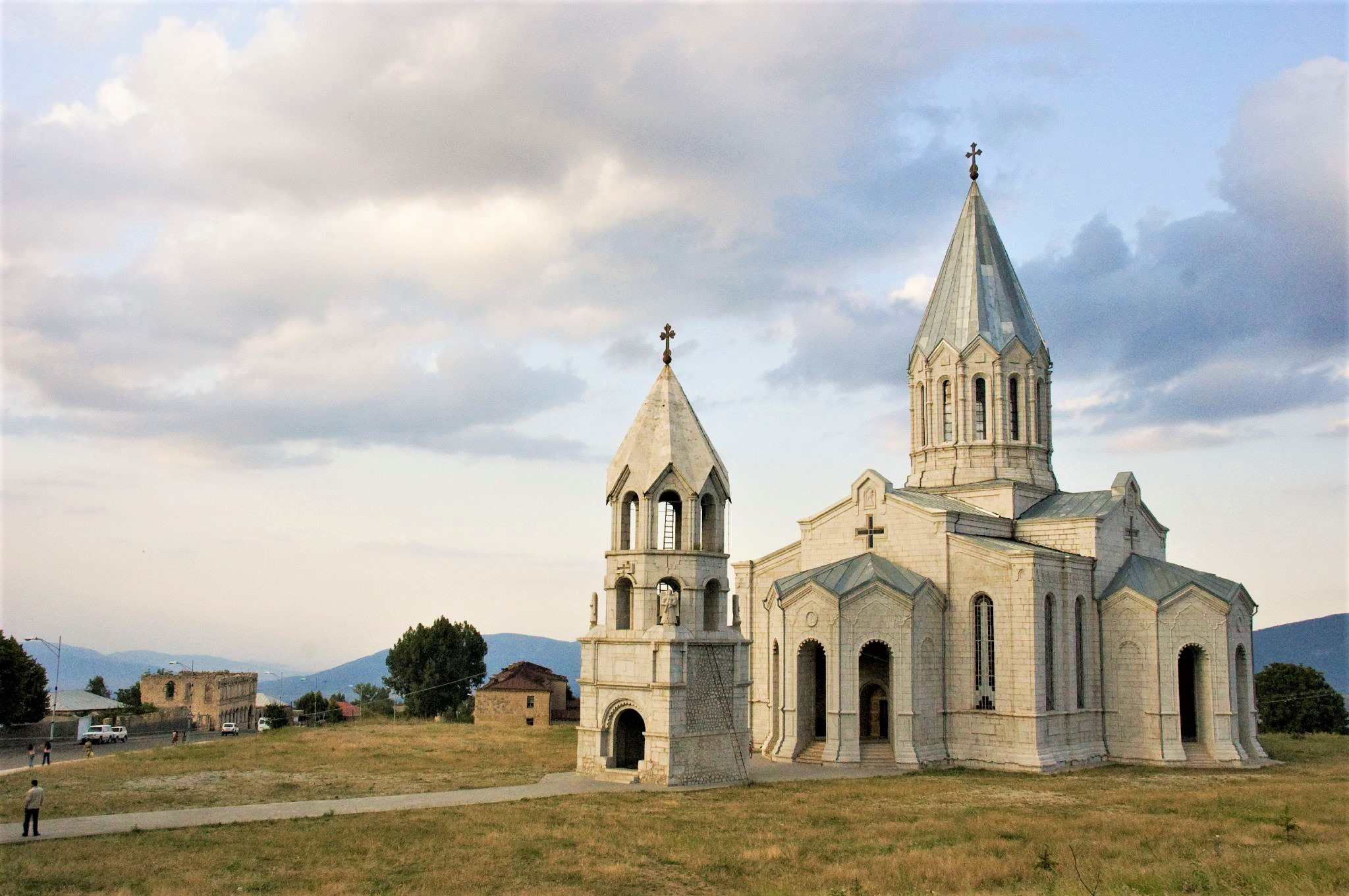
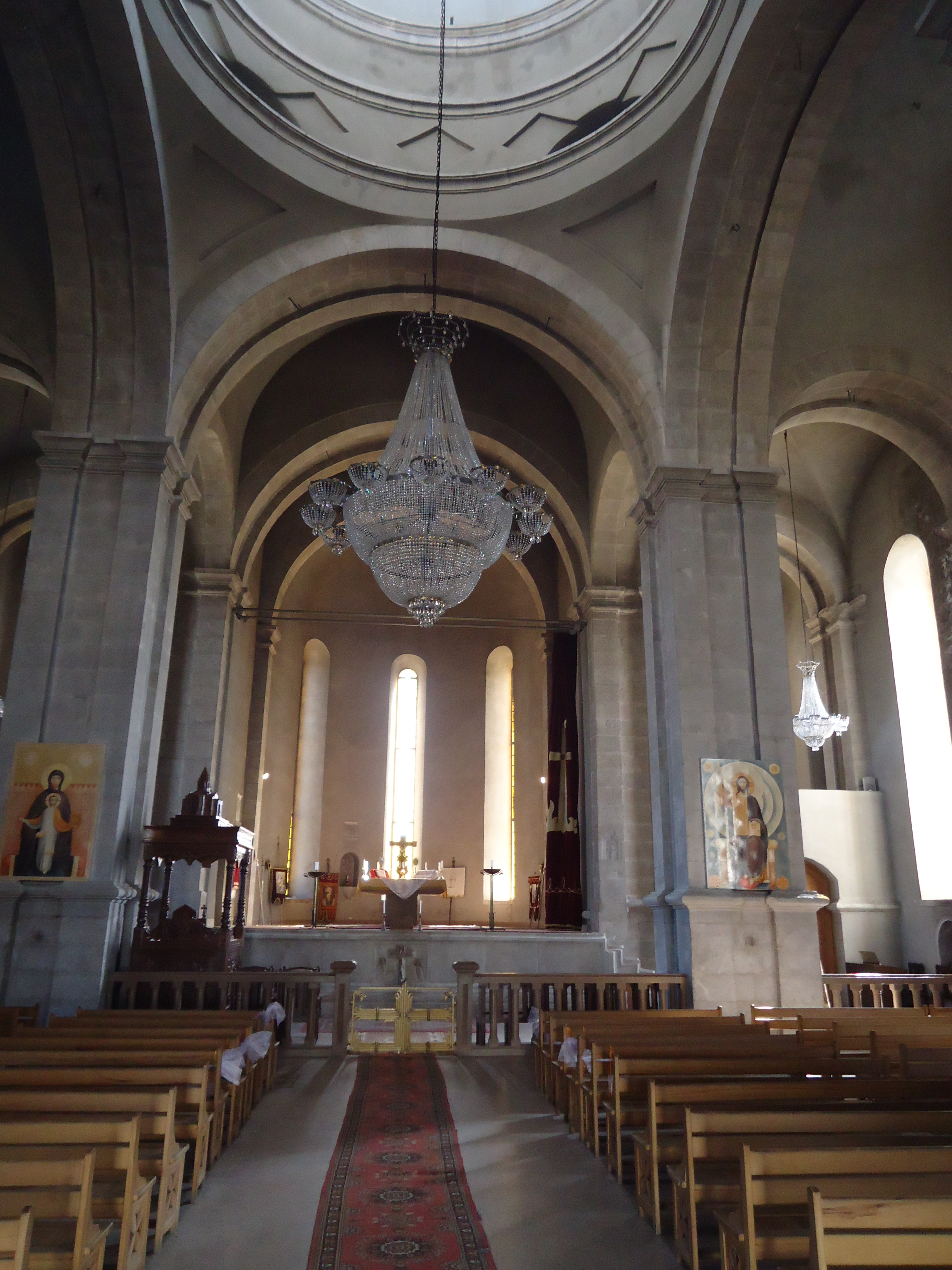
Bên trong nhà thờ
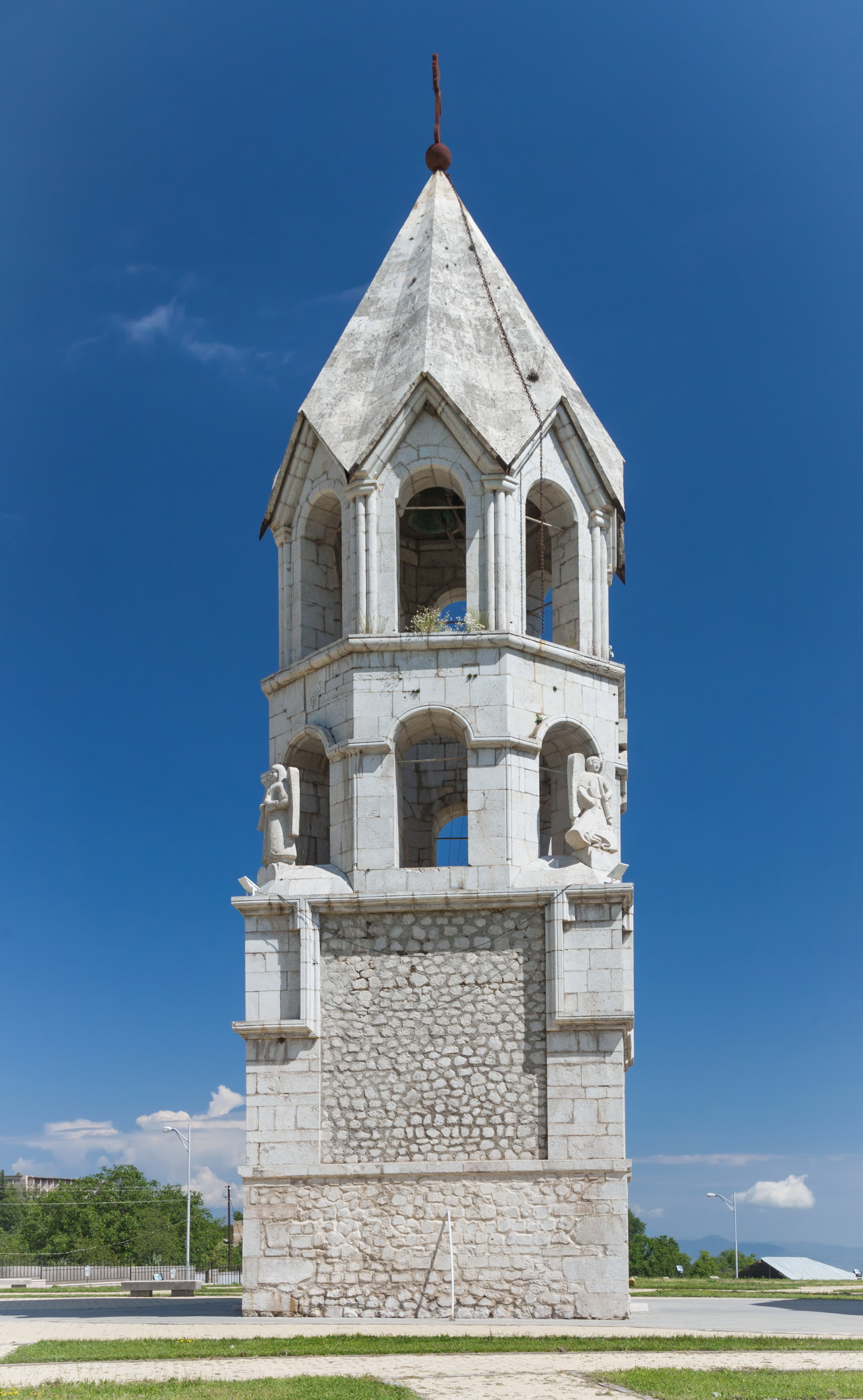
Tháp chuông
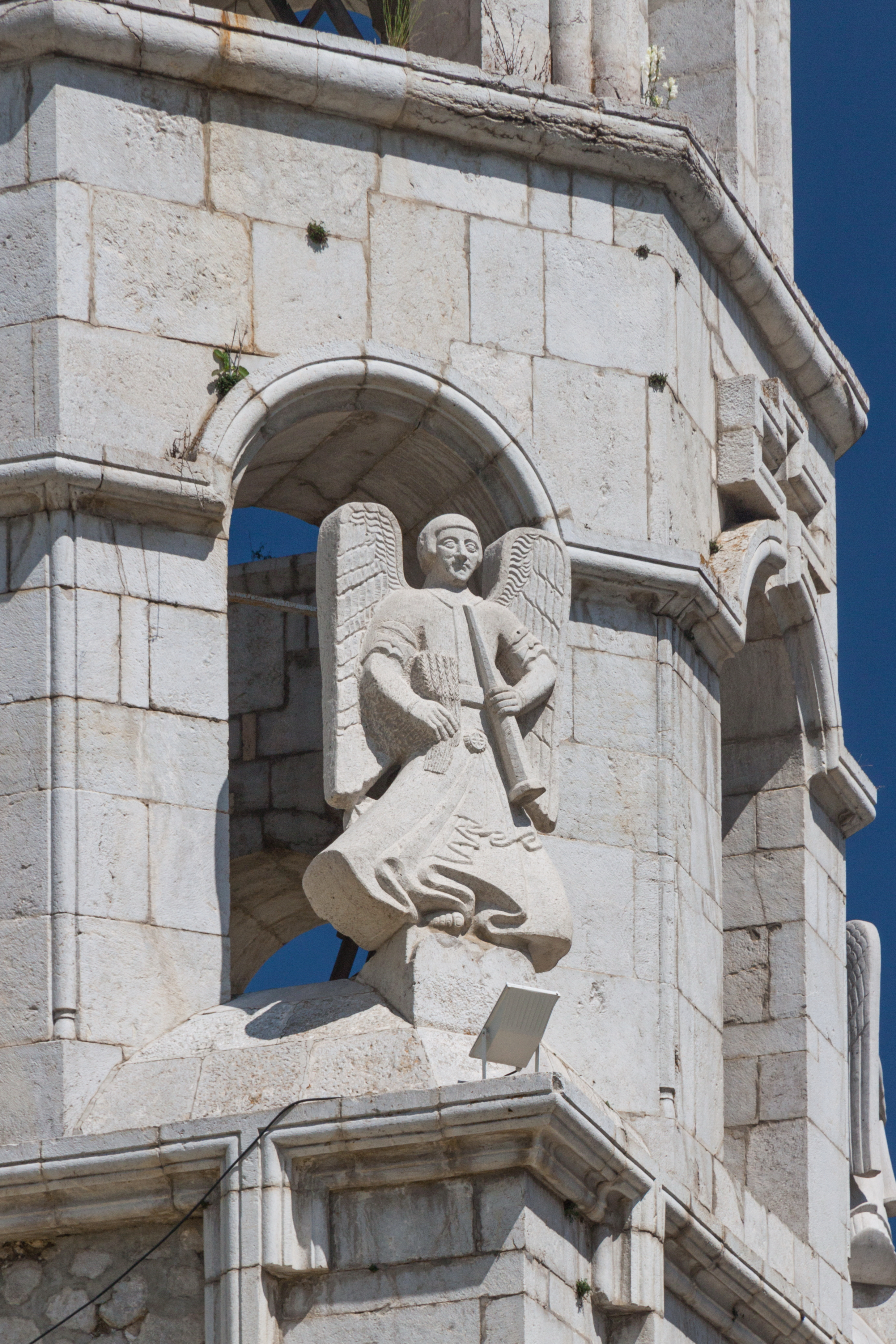
Một tượng thiên thần ở tầng 2 tháp chuông
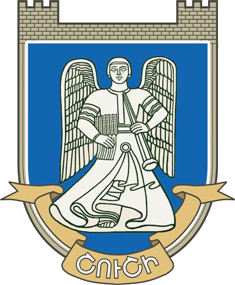
Phù hiệu của Shusha
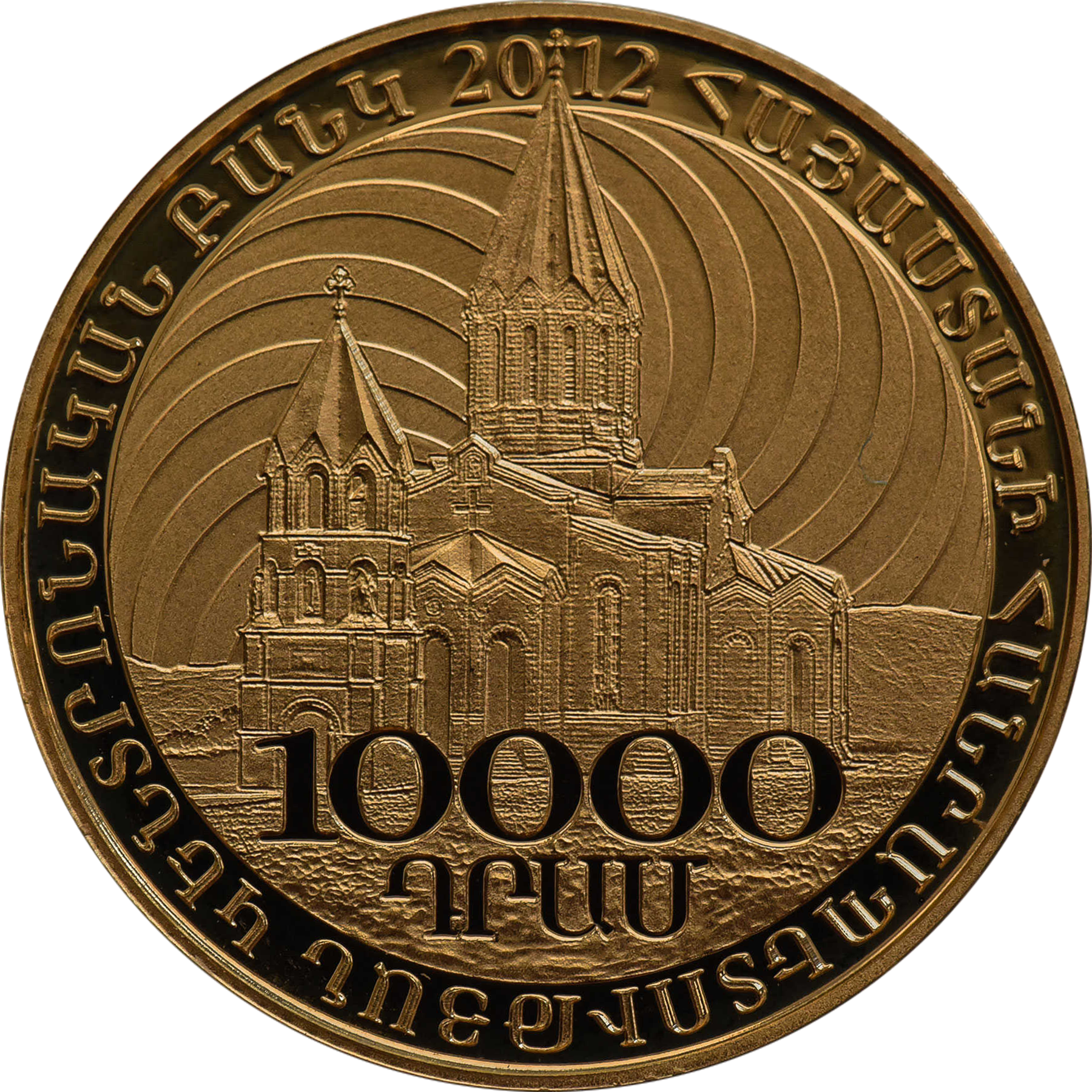
Nhà thờ trên tiền đồng của Armenia